# Dumitru Ghiață
Dumitru Ghiață, né le 22 septembre 1888 à Colibasi et mort le 3 juillet 1972 à Bucarest est un peintre roumain.

## Biographie
Dumitru Ghiață naît le 22 septembre 1888 à Colibasi. Il étudie en Roumanie, puis se rend à Paris pour se former à l'Académie Ranson et l'Académie Delécluse. De Paris, il part en Italie.
Il meurt en 1972 à Bucarest.